# شباب ليتوريو الإيطالي
شباب ليتوريو الإيطالي كانت حركة الشباب الموحدة لـ الحزب الوطني الفاشي لـ إيطاليا التي تأسست عام 1937، لتحل محل أوبرا ناسيونالي باليلا. تم إنشاؤها للإشراف والتأثير على عقول جميع الشباب، والتي كانت موجهة بشكل فعال ضد تأثير الكنيسة الكاثوليكية على الشباب.

## الوصف
تجاوزت المنظمة هدفها كمؤسسة ثقافية كان الهدف منها أن تكون بمثابة النظير الإيديولوجي للمدرسة، وعملت كمجموعة شبه عسكرية (التدريب على المهام المستقبلية في الجيش الإيطالي)، وكذلك التعليم في المهنة المختارة والتكنولوجيا (بما في ذلك دورات ما بعد المدرسة للبالغين القانونيين) أو التعليم المتعلق بالمنزل والأسرة (للفتيات فقط). قامت بتلقين عقائدي برسالة إيطالية وفاشية، ودربت الشباب على أنهم «فاشيو الغد».
علاوة على ذلك تولى المنظمة مسؤولية جميع الأنشطة التي بدأتها المدارس، والضغط على المعلمين لتجنيد جميع الطلاب. بصرف النظر عن «أيام السبت الفاشية» المعتادة، كان الأطفال يقضون فصول الصيف في المعسكرات.
ارتدى الأطفال الذكور الملتحقون بزي رسمي مقتبس من تلك التي يرتدونها القمصان السوداء: القميص الأسود الذي يحمل نفس الاسم، والطربوش من تقليد أرديتي، والسراويل الرمادية والخضراء، وشعارات فاسيس السوداء، والمناديل اللازوردية (أي: باللون الوطني لإيطاليا). أثناء التدريبات العسكرية تم تسليحهم بنسخة مصغرة من بندقية الخدمة للجيش الملكي الإيطالي، وتم استبدال البنادق بنسخ طبق الأصل من فيجيل ديلا لوبا.
عندما دخلت إيطاليا الحرب العالمية الثانية تم استدعاء أعضاء جيش التحرير الشعبي الذين تجاوزوا الثامنة عشرة للقتال في الجيش الملكي لإيطاليا ولكن في عام 1943 بعد سلسلة من الهزائم في الجبهة الشرقية وعملية الشعلة وغزو صقلية. تم استدعاء الأولاد الذين بلغوا من العمر ستة عشر عامًا فأكثر للقتال حتى تم توقيع هدنة كاسيبيل. ومع ذلك وجد الفتيان والفتيات في جيل الحرية أنفسهم ينحازون إلى الجانب. خدم البعض في الجيش الإيطالي المشترك أو الجيش الجمهوري الوطني أو حركة المقاومة الإيطالية بعد أن سار الجنود الألمان إلى إيطاليا ونزع سلاح القوات الإيطالية، الذين رفضوا مواصلة القتال وأنشأوا الجمهورية الاشتراكية الإيطالية.